# تقبيل الرضيع (مصطلح)

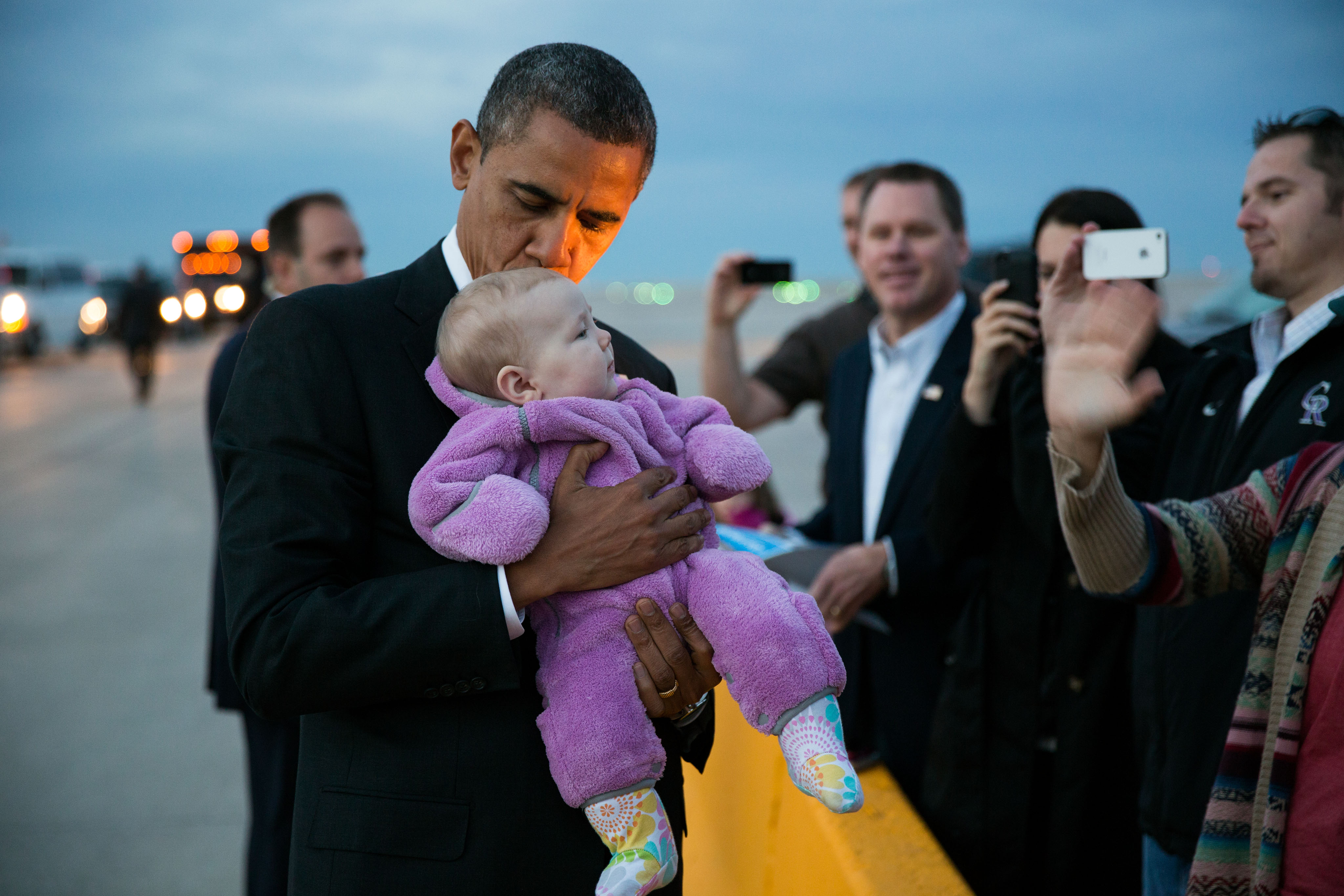

يعتبر تقبيل الرضيع ممارسة يقوم فيها السياسيون بـ تقبيل الأطفال من أجل الحصول على الدعم الجماهيري. ويبدو أن أصل هذه الممارسة يرجع إلى عصر ديموقراطية جاكسون بالإضافة إلى الأساليب الأخرى مثل «اللافتات والشارات والمسيرات وحفلات الشواء والمشروبات المجانية وتقبيل الأطفال [والتي كانت تستخدم] كمحاولة من أجل 'الحصول على الأصوات'». ويمكن للمرشحين على مستوى المدينة والمقاطعة تقبيل الأطفال مرارًا أثناء الحملة الانتخابية، لكن في الانتخابات على مستوى الولاية فإن هذا نادر الحدوث ولا يشجع أحد عليه حسب رأي مديري الحملات الرئاسية الأمريكية لكل من رونالد ريجان وجورج دبليو اتش بوش وبيل كلينتون وجورج دبليو بوش ومؤخرًا باراك أوباما.